# جنگ بوشین
جنگ بُوشین (به ژاپنی: 戊辰戦争 Boshin Sensō) یک جنگ داخلی در ۱۸۶۹–۱۸۶۸ میان نیروهای حاکم شوگون‌سالاری توکوگاوا و طرفداران بازگشت قدرت سیاسی به دربار امپراتوری در کیوتو در ژاپن بود.

## زمینه
در سال ۱۸۶۷ امپراتور کُومِی درگذشت و پسرش امپراتور میجی جانشین او شد. در اکتبر سال ۱۸۶۷ یامائوچی یودو، دایمیوی پیشین قلمرو توسا راهی میانه برای مسئله سازمان سیاسی کشور ژاپن ارائه کرد که به «پیشنهاد توسا» معروف است. این پیشنهاد دایر بر کناره‌گیری شوگون به نفع شورای دایمیوها که زیر نظر امپراتور باشد. بدین ترتیب قدرت سیاسی شوگون به امپراتور اعاده می‌شد اما رئیس خاندان توکوگاوا اراضی تیولی خود را نگه می‌داشت و به جای رهبری نظامی و سیاسی کشور مقام نخست‌وزیری را دارا می‌شد. یوشینوبو این پیشنهاد را در ماه نوامبر همان سال پذیرفت.
در روز ۸ نوامبر توکوگاوا یوشینوبو در نامه ای که به دربار فرستاد خواستار اجازهٔ بازگرداندن اقتدار خود به امپراتور شد. فردای آن روز یوشینوبو به دربار احضار شد و به او اطلاع دادند که امپراتور میجی درخواست وی را برای بازگرداندن قدرت به دربار پذیرفته است.
بازگشت قدرت به امپراتور در روز ۴ ژانویه ۱۸۶۸ رسماً اعلام شد، پس از آن امپراتور یگانه فرمانروای ژاپن بود. بدین ترتیب به یکباره قدرت سیاسی به دست امپراتور ۱۵ ساله افتاد.
پس از کناره‌گیری داوطلبانهٔ توکوگاوا یوشی‌نوبو از قدرت، دولت جدیدی که تشکیل شد متشکل بود از اشراف ضد حکومت شوگونی و سامورایی‌ها. توکوگاوا یوشی‌نوبو نه تنها موفق به پیدا کردن جایگاهی در دولت جدید نشد بلکه به او فرمان داده شد که اراضی خود را به دولت جدید واگذار کند. این فرمان موجب خشم ارتش قدیم شوگونی شد.
روز ۱۴ ژانویه یوشینوبو وزیران مختار انگلیس، فرانسه، ایتالیا، آمریکا، روسیه و هلند را در قلعه اوساکا پذیرفت و آن‌ها را از تغییرها در حکومت ژاپن آگاه کرد اما تأکید کرد که همچنان عهده‌دار همه امور مربوط به روابط با ممالک خارج است زیرا که حکومت تازه هنوز آماده پرداختن به این گونه امور نیست. سه روز پس از آن یوشینوبو اعلام کرد که خود را مقید به اعلامیه بازگشتن قدرت به امپراتور نمی‌داند و از دربار خواست آن را لغو کند.
تا این هنگام یوشینوبو همچون یکی از اتباع وفادار به امپراتور رفتار کرده و فرمان‌های او را بی چون و چرا پذیرفته بود اما در روز ۱۸ ژانویه استحکامات جنبی قلعه ادو متعلق به خاندان توکوگاوا در آتش سوخت و حکومت شوگونی آتش‌سوزی را کار رزمندگان قلمرو ساتسوما دانست.
دو روز پس از آن رزمندگان شوگون اقامتگاه دایمیوی ساتسوما را در ادو محاصره کردند با محافظان آن درگیر شدند، شماری را کشتند و سرانجام هم عمارت را آتش زدند تا با خاک یکسان شد.

## نبرد توبا-فوشیمی

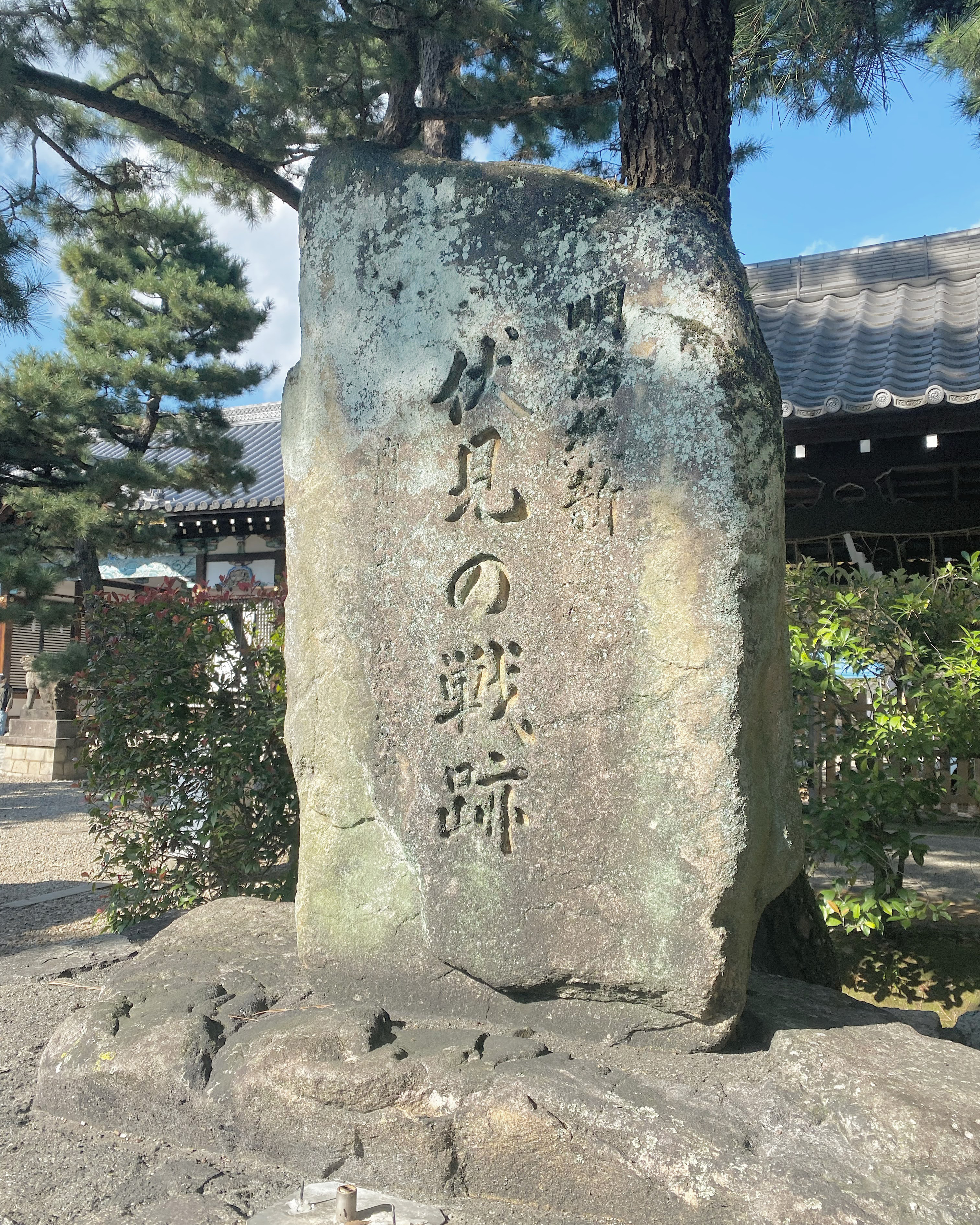
بنای یادبود نبرد فوشیمی (نبرد توبا - فوشیمی). این بنای سنگی در سال ۱۹۶۸ به مناسبت صدمین سالگرد آغاز جنگ ساخته شد. این کتیبه توسط نخست‌وزیر ایساکو ساتو نوشته شده است.

خبر این درگیری فردای آن روز در قلعه اوساکا به یوشینوبو رسید و وی از سر خشم تصمیم گرفت که رزمندگانش را روز ۲۵ ژانویه برای حمله به کاخ امپراتوری کیوتو بفرستد. اولین نبرد از سلسله نبردهای معروف به جنگ بوشین، بنام نبرد توبا–فوشیمی بین طرفداران حکومت شوگون‌سالاری توکوگاوا با طرفداران امپراتور در ژاپن در ۲۷ ژانویه ۱۸۶۸ آغاز شد، در این نبرد نیروهای شوگونی و نیروهای متفقین قلمرو چوشو، قلمرو ساتسوما و قلمرو توسا در نزدیکی فوشیمی، کیوتو در مقابل یکدیگر قرار گرفتند. این نبرد چهار روز طول کشید و با شکست قاطع شوگون‌سالاری پایان یافت. سپس درگیری به مناطق دیگر گسترش یافت.

## سقوط قلعه اوساکا
پس از شکست پانزدهمین و آخرین شوگون، توکوگاوا یوشینوبو در نبرد توبا–فوشیمی در ۳۱ ژانویه ۱۸۶۸. نیروهای وفادار به شوگون‌سالاری توکوگاوا سعی کردند در زیر فرمان توکوگاوا یوشینوبو دوباره به سازمان دهی بپردازند. مشاوران و رهبران نظامی توکوگاوا یوشینوبو برای برنامه‌ریزی استراتژی در قلعه اوساکا جمع شدند آنها به منظور تقویت روحیه به شوگون توصیه کردند که وی شخصاً به عنوان فرمانده نیروهای شوگون‌سالاری در میدان جنگ حضور داشته باشد.
با وجود این بعدازظهر همان روز، توکوگاوا یوشینوبو به همراه دایمیوهای (اربابان) قلمرو آیزو و قلمرو کووانا از قلعه اوساکا خارج شد که بتواند با کشتی جنگی کای‌یو مارو متعلق به شوگون‌سالاری به ادو بگریزد. از آنجائیکه که هنوز کشتی کایو مارو به خلیج اوساکا نرسیده بود، وی شب هنگام در یک کشتی جنگی آمریکایی بنام یواس‌اس ایروکوا (۱۸۵۹) که در خلیج اوساکا، لنگر انداخته بود، پناه گرفت. دو ساعت بعد از ورود وی به کشتی آمریکایی، کشتی کایو مارو به خلیج وارد شد و وی و همراهانش به این کشتی منتقل شدند.
هنگامی که بقایای نیروهای شوگون‌سالاری توکوگاوا متوجه شدند که شوگون آنان را رها کرده، آنها نیز از قلعه اوساکا خارج شدند و این قلعه بدون مقاومت به تصرف نیروهای امپراتوری که قلعه را محاصره کرده بودند، درآمد و در ۲ فوریه ۱۸۶۸ سوزانده شد.

## دلیل عقب‌نشینی یوشینوبو از جنگ
در روز سال نو در سال ۱۸۶۸ (سال چهارم کیئو)، یوشینوبو اطلاعیه حمله به ساتسوما را صادر کرد و روز بعد، تقریباً ۱۵٬۰۰۰ سرباز شوگون‌سالاری، از جمله سربازانی از قلمروهای آیزو و قلمرو کووانا و شینسنگومی، شروع به راهپیمایی به سمت کیوتو کردند. با این حال، یوشینوبو از جنگ در حومه کیوتو، جایی که امپراتور بود، بیزار بود و طبق گزارش‌ها دستور داد که تحت هیچ شرایطی درگیری با دربار آغاز نشود. این اقدام نظامی با هدف هموار کردن راه برای یوشینوبو برای بیرون راندن نیروهای ساتسوما از کیوتو و سپس سفر شخصی به کیوتو برای تأسیس دولت جدید انجام شد.
یوشینوبو مخفیانه از قلعه اوساکا در مواجهه با دشمن در طول نبرد توبا-فوشیمی گریخت، که یکی از عواملی بود که منجر به شکست نیروهای سابق شوگو سالاری شد. گفته می‌شود که این به این دلیل بود که او با پیروی از آموزه‌های میتوگاکو، نمی‌خواست از دربار امپراتوری سرپیچی کند. دلیل دیگر ممکن است این باشد که مادرش، شاهدخت یوشیکو، از تبار امپراتوری بود.
میتوگاکو که یوشینوبو از کودکی آن را آموخت، به شدت تحت تأثیر نئوکنفوسیونیسم بود، با ایده اصلی احترام به امپراتور و این ایده که تقوای فرزندی و احترام فرزند به پدر و مادر بزرگ‌ترین فضیلت است. احتمالاً این تأثیر عمیقاً ریشه در ایده یوشینوبو برای احترام به امپراتور داشت. علاوه بر این، شاهزاده تاروهیتو، که نیروهای امپراتوری را به عنوان فرمانده بزرگ لشکرکشی شرقی در طول جنگ بوشین رهبری می‌کرد، نتیجهٔ پدر شاهدخت یوشیکو، شاهزاده آریسوگاوا بود.